# Эйлли, Луиз
Луиз Эйлли (алб. алб. Luiz Ejlli, 12 июля 1985, Шкодер) — албанский певец.

## Биография
Луиз Эйлли родился в Шкодере и в 1991—2002 годах он учился в средней общеобразовательной школе «Prenk Jakova» в Шкодере. В 1995 году он выиграл приз «Детского национального фестиваля» в Шкодере в номинации «Лучший голос». В 1998 году Эйлли принимал участие в качестве солиста в хоре «Золотой репертуар» в Шкодере. В 1999 году, стал солистом (тенор) многоголосного хора в «Prenk Jakova». Луиз прославился в Албании, когда принял участие и победил в албанском варианте «Idol» в Тиране. После его победы, он участвовал в 43-м Festivali i Këngës, организованном RTSH, албанском отборе на «Евровидение». Он занял второе место с песней «Hëna Dhe Yjet Dashurojnë» (Луна и звёзды любят). Луиз принял участие в отборе на «Евровидение» в очередной раз в 2005 году и выиграл с песней «Zjarr е ftohtë» (Огонь и холод), которая представила Албанию на Евровидении-2006, но не смогла пройти полуфинальную стадию.
Эйлли был первым мужчиной-представителем Албании и первый с песней на албанском языке. Луиз работает культурным атташе в албанском посольстве в Париже.

## Награды
Festivali i Këngës
| Год  | Номинируемая работа | Категория  | Результат |
| ---- | ------------------- | ---------- | --------- |
| 2005 | «Zjarr e ftohtë»    | Первенство | Победа    |

Kënga Magjike
| Год  | Номинируемая работа                | Категория  | Результат |
| ---- | ---------------------------------- | ---------- | --------- |
| 2010 | «Sa shite zemren (с Юлианой Паша)» | Первенство | Победа    |